# Zingiber longyanjiang
Zingiber longyanjiang är en enhjärtbladig växtart som beskrevs av Zheng Yin Zhu. Zingiber longyanjiang ingår i släktet Zingiber och familjen Zingiberaceae. Inga underarter finns listade i Catalogue of Life.